# 秦懋義
秦懋義（1558年—？），號喻菴，浙江杭州府仁和县人。明朝政治人物、進士出身。

## 生平
嘉靖甲子（1564年）三月十二日（官年）生。万历十六年（1588年）戊子科浙江鄉試舉人，十七年（1589年）己丑科進士，工部觀政，八月授廣東雷州府海康縣知縣，性宽而敏，甫下车，值鹾潮决堤，躬行巡视，请发官银三千馀两修完之。又建文昌阁于学中，以培风气，士民歌颂。二十三年行取考选，擢贵州道御史，二十四年差蘇松巡按，二十六年巡视中城、太仓银库，又巡视西城，二十七年京察降职。四十一年（1613年）補池州府推官，四十二年升工部屯田司主事，四十四年升员外郎，四十五年升郎中，四十七年升廣東參議，本年致仕。

## 家族
曾祖秦釗。祖秦鵬，冠带乡饮宾。父秦文曜，生员。弟秦懋觀，號彬齋，萬曆甲午舉人，官雲南临安府知府，進本省右參政，致仕歸。